# 山田稔 (小説家)
山田 稔（やまだ みのる、1930年10月17日 - ）は、日本の小説家、フランス文学者、翻訳家。

## 来歴・人物
福岡県門司市（現：北九州市門司区）出身。1953年に京都大学文学部卒業。1954年京都大学人文科学研究所助手、1965年京都大学教養部講師、助教授、教授。1994年定年退官し名誉教授の称号を辞退する。
「日本小説をよむ会」や同人誌「VIKING」の活動に参加し、1982年「コーマルタン界隈」で芸術選奨文部大臣賞、1997年「ああ、そうかね」で日本エッセイスト・クラブ賞受賞。小説・エッセイ・翻訳などの著書が多数ある。

## 著書
- 『スカトロジア 糞尿譚』（未来社） 1966、のち講談社文庫、福武文庫
- 『幸福へのパスポート』（河出書房新社） 1969、のち講談社文庫、編集工房ノア
- 『選ばれた一人』（河出書房新社） 1972
- 『教授の部屋』（河出書房新社） 1972
- 『ヴォワ・アナール 山田稔エッセー集』（朝日新聞社） 1973
- 『旅のいざない』（冬樹社） 1974
- 『ごっこ』（河出書房新社） 1976
- 『旅のなかの旅』（新潮社） 1981、のち白水Uブックス 2002、のち新編・編集工房ノア
- 『コーマルタン界隈』（河出書房新社） 1981、のち編集工房ノア
- 『生命の酒樽』（筑摩書房） 1982.6
- 『詩人の魂』（福武書店） 1983.5
- 『影とささやき』（編集工房ノア） 1985.7
- 『特別な一日 読書漫録』（朝日新聞社） 1986.9、平凡社ライブラリー） 1999
- 『再会・女ともだち』（新潮社） 1989.9、のち編集工房ノア
- 『生の傾き』（編集工房ノア） 1990.8
- 『シネマのある風景』（みすず書房） 1992
- 『太陽の門をくぐって』（編集工房ノア） 1996.6
- 『ああ、そうかね』（京都新聞社） 1996.10
- 『北園町九十三番地 - 天野忠さんのこと』（編集工房ノア） 2000
- 『リサ伯母さん』（編集工房ノア） 2002
- 『あ・ぷろぽ - それはさておき』（平凡社） 2003
- 『残光のなかで 山田稔作品選』（講談社文芸文庫） 2004
- 『酒はいかに飲まれたか』（編集グループSURE） 2004
- 『八十二歳のガールフレンド』（編集工房ノア） 2005 - 表題作は久保文について
- 『富士さんとわたし - 手紙を読む』（編集工房ノア） 2008
- 『マビヨン通りの店』（編集工房ノア） 2010
- 『別れの手続き - 山田稔散文選』（みすず書房、大人の本棚） 2011
- 『天野さんの傘』（編集工房ノア） 2015
- 『こないだ』（編集工房ノア） 2018
- 『門司の幼少時代』（ぽかん編集室） 2019
- 「山田稔自選集」全3巻（編集工房ノア） 2019-2020
- 『某月某日 シネマのある日常』（編集工房ノア） 2022
- 『メリナの国で 新編旅のなかの旅』（編集工房ノア） 2023 - 「ジョン・オ・グローツまで」の代わりに「ローマ日記」を収録（「ジョン・オ・グローツまで」は「自選集3」で読める）。
- 『もういいか』（編集工房ノア） 2024

### 共編著
- 『クラウン仏和辞典』（天羽均, 大槻鉄男, 佐々木康之, 西川長夫, 多田道太郎らと編纂、三省堂） 1995
- 『チェーホフ 短篇と手紙』（編、神西清, 池田健太郎, 原卓也訳、みすず書房） 2001
- 『何も起らない小説』（鶴見俊輔、編集グループSURE） 2006
- 『多田道太郎 文学と風俗研究のあいだ』（黒川創、編集グループSURE） 2023

## 翻訳
- 『十八世紀フランス文学』（V.-L.ソーニエ、中川久定・田村俶共訳、白水社、文庫クセジュ） 1956
- 『ふくろう党』（バルザック、桑原武夫・田村俶共訳、「全集1」東京創元社） 1961
- 『ナナ』（エミール・ゾラ、河出書房新社、世界文学全集） 1965、新版1980
- 『三つの物語』（フロベール、中央公論社、世界の文学） 1965、「新潮世界文学9」新潮社、1972
- 『フィレンツェのペスト』（フローベール、「全集6」筑摩書房） 1966、復刊1998
- 『クロードの告白』（ゾラ、河出書房新社、世界文学全集） 1967
- 『書簡 2 1929-1940』（ヴァルター・ベンヤミン、野村修・高木久雄共訳 「著作集15」晶文社） 1972
- 『悪戯の愉しみ アルフォンス・アレー短篇集』（出帆社） 1975、福武文庫 1987、増補版・みすず書房 2005
- 『小鳥の園芸師』（トニー・デュヴェール、白水社） 1982.12
- 『フィリップ傑作短篇集』（福武文庫） 1990
  - 『小さな町で』（シャルル＝ルイ・フィリップ、みすず書房） 2003
- 『フランス短篇傑作選』（岩波文庫） 1991

「ヴェラ」（オーギュスト・ヴィリエ・ド・リラダン）
「幼年時代」（アナトール・フランス）
「親切な恋人」（アルフォンス・アレー）
「ある歯科医の話」（マルセル・シュオッブ）
「ある少女の告白」（マルセル・プルースト）
「アリス」（シャルル・ルイ・フィリップ）
「オノレ・シュブラックの失踪」（ギヨーム・アポリネール）
「ローズ・ルルダン」（ヴァレリー・ラルボー）
「バイオリンの声をした娘」（ジュール・シュペルヴィエル）
「タナトス・パレス・ホテル」（アンドレ・モーロワ）
「クリスチーヌ」（ジュリアン・グリーン）
「結婚相談所」（エルヴェ・バザン）
「大佐の写真」（ウジェーヌ・イヨネスコ）
「ペルーの鳥」（ロマン・ギャリー）
「大蛇」（マルグリット・デュラス）
「ジャスミンの香り」（ミッシェル・デオン）
「さまざまな生業(抄)」（トニー・デュヴェール）
「フラゴナールの婚約者」（ロジェ・グルニエ）
- 『チェーホフの感じ』（ロジェ・グルニエ、みすず書房） 1993
- 『フラゴナールの婚約者』（ロジェ・グルニエ、みすず書房） 1997.11
- 『黒いピエロ』（ロジェ・グルニエ、みすず書房） 1999.1
- 『六月の長い一日』（ロジェ・グルニエ、みすず書房） 2001.2
- 『別離のとき』（ロジェ・グルニエ、みすず書房） 2007